# Tasmatica
Tasmatica is een geslacht van weekdieren uit de klasse van de Gastropoda (slakken).

## Soort
- Tasmatica schoutanica (May, 1913)